# Attila Dragóner
Attila Dragóner (15 de novembro de 1974) é um ex-futebolista profissional húngaro que atuava como defensor.

## Carreira
Attila Dragóner representou a Seleção Húngara de Futebol nas Olimpíadas de 1996.